# Fingerfliksmossa
Fingerfliksmossa (Kurzia pauciflora) är en levermossart som först beskrevs av James Jacobus J. Dickson, och fick sitt nu gällande namn av Riclef Grolle. Fingerfliksmossa ingår i släktet fingerfliksmossor, och familjen Lepidoziaceae. Arten är reproducerande i Sverige.